# 2018年1月逝世人物列表
2018年逝世人物列表：1月 - 2月 - 3月 - 4月 - 5月 - 6月 - 7月 - 8月 - 9月 - 10月 - 11月 - 12月
2018年1月逝世人物列表，是用于汇总2018年1月期间逝世人物的列表。

## 依日期排序

### 31日
- 奧斯卡·甘布爾（英语：Oscar Gamble），68歲，美國棒球員（紐約洋基、克里夫蘭印地安人、費城費城人）。[1]
- 黃秉冀（朝鲜语：황병기），81歲，韓國伽倻琴演奏家。[2]
- 里奧尼德·卡德紐科（英语：Leonid Kadeniuk），67歲，烏克蘭太空人（STS-87）。[3]
- 拉苏尔·巴特勒（英語：Rasual Butler），38岁，美国NBA职业篮球运动员，死於车祸。[4]
- 佐佐木正（日語：佐々木 正），102歲，日本電子工程師、企業家，曾任夏普副總經理。[5]

### 30日
- 方圻，97岁，中国医学家、北京协和医院名誉院长[6][7][8]。
- 邓乔彬，74歲，中国词学家。医疗无效去世。[9]
- 冯福宽，79岁，中国作家，中国作家协会会员，陕西广播电视台退休干部。[10]
- 周建灿，浙江金盾风机股份有限公司董事长，坠亡。[11]
- 周春光，71岁，中国学者，吉林大学计算机科学与技术学院教授。[12]
- 羅馬諾·卡尼奧尼（英语：Romano Cagnoni），82歲，意大利攝影師。[13]
- 理查德·墨菲（英语：Richard Murphy (poet)），90歲，愛爾蘭詩人。[14]
- 馬克·薩林（英语：Mark Salling），35歲，美國演員兼音樂家，自殺。[15]
- 黃晴美，79歲，台灣人，1970年刺殺蔣經國案嫌犯黃文雄之妹、鄭自才之前妻。[16]
- 郭玫蘭，46歲，台灣記者，曾任職於中央通訊社，死於腦瘤。[17]
- 有賀皐月（日語：有賀 さつき），52歲，日本新聞主播、節目主持人，死於乳癌。[18]

### 29日
- 宋達能勳爵（英語：The Lord Sutherland of Houndwood），76歲，英國哲學家和大學行政人員，曾任倫敦英皇學院校長等職[19]
- 冯致光，91岁，中国教育家，南京大学原副校长、中国思想家研究中心原主任。[20]
- 保羅·阿爾科克（英语：Paul Alcock），46歲，英國足球裁判員，死於癌症。[21]
- 弗朗西斯科·努涅斯·奧利韋拉（西班牙語：Francisco Núñez Olivera），113歲，西班牙超級人瑞，前任在世最年長男性。[22]
- 克萊夫·凡·賴訥費爾德（英语：Clive van Ryneveld），89歲，南非板球運動員。[23]
- 美黛，78歲，本名熊美黛，台灣女歌手，知名歌曲〈意難忘〉。[24]

### 28日
- 徐鴻志，81歲，台灣政治人物，曾任桃園縣（今桃園市）縣長。[25]
- 况浩文，88岁，中国作家协会会员，重庆市作家协会荣誉委员。[26]
- 吉恩·夏普（英語：Gene Sharp），90歲，美國學者，非暴力抗爭理論教父[27]。
- 安東尼奧·阿戈什蒂紐·馬羅基（英语：Antônio Agostinho Marochi），92歲，巴西羅馬天主教主教，前天主教普鲁登特总统城教区主教。[28]
- 科科·舒曼（英语：Coco Schumann），93歲，德國爵士音樂家。[29]

### 27日
- 倪士毅，100歲，中国历史学家。医疗无效去世。[30]
- 小羅伯特·麥考密克·亞當斯（英语：Robert McCormick Adams Jr.），91歲，美國人類學家。[31]
- 英格瓦·坎普拉（瑞典語：Ingvar Kamprad），91歲，瑞典企業家，家具連鎖店宜家（IKEA）的創始人。[32]
- 約翰·沃爾（英语：John Wall (inventor)），85歲，英國工程師和發明家（克雷福德調焦器）。[33]
- 摩特·沃克（英語：Mort Walker），94歲，美國漫畫家。[34]

### 26日
- 蘇周艷屏，90歲，香港實業家和政治家，立法局間選議員（1988年－1991年）。[35]
- 野中廣務（日語：野中 広務），92歲，日本政治家。[36]
- 伊莉莎白·霍利（英語：Elizabeth Hawley），94歲，美國女記者，喜馬拉雅資料庫的創建者。[37]
- 喬·M·海恩斯（英语：Joe M. Haynes），81歲，美國政治人物，前田納西州參議院（英语：Tennessee Senate）議員。[38]
- 鄔勵德（英語：Michael Wright），105歲，香港前殖民地政府官員，提出「鄔勵德原則」。[39]
- 弗朗西斯科·薩萬（英语：Francisco Savín），88歲，墨西哥指揮和作曲家（哈拉帕交響樂團（英语：Xalapa Symphony Orchestra））。[40]
- 彌吉淳二（日語：弥吉 淳二），49歲，日本吉他手、編曲家，歌手椎名林檎的前夫。[41][42]
- 汪华龄，88岁，中国学者，中国矿业大学外文学院副教授。

### 25日
- 齊魯斯·亞夫尼（英語：Cyrus Yavneh），75歲，美國製片人，死於肺癌。[43]
- 茅侃侃，34岁，中国互联网创业者，万家电竞CEO，Majoy创始人，自杀。[44]
- 克拉里貝爾·阿萊格里亞（西班牙語：Claribel Alegría），93歲，尼加拉瓜詩人。[45]
- 帕特里克·馬津哈卡（英语：Patrick Mazimhaka），69歲，盧旺達政治人物。[46]

### 24日
- 貢薩洛·法西奧·塞格雷達（英语：Gonzalo Facio Segreda），99歲，哥斯達黎加政治人物，前外交部部長（英语：Minister of Foreign Affairs (Costa Rica)）、立法大會主席（英语：List of Presidents of the Legislative Assembly of Costa Rica）及哥斯達黎加駐美國大使。[47]
- 布魯斯·萊特（英语：Bruce Light），68歲，澳洲澳式足球足球員（阿德來德港口（英语：Port Adelaide Football Club））。[48]
- 馬克·E·史密斯（英语：Mark E. Smith），60歲，英國歌手兼墮落樂團（英语：The Fall (band)）主唱，病逝。[49]
- 馬科斯·卡瓦哈（西班牙語：Marcos Carvajal），33歲，委內瑞拉籍美國職棒大聯盟投手，死於肺炎。[50]
- 胡皓夫，88岁，中国儿科专家，河北省儿童医院名誉院长。[51]

### 23日
- 安德斯·奧伯格（英语：Anders Åberg），72歲，瑞典雕塑家和畫家。[52]
- 羅伯特·唐德爾（法语：Robert Dowdell），85歲，美國演員。[53]
- 尼卡諾爾·帕拉（西班牙語：Nicanor Parra），103歲，智利詩人。[54]
- 哲毓，本名許哲毓，年齡不詳，台灣搖滾樂團Tizzy Bac貝斯手。死於癌症。[55]

### 22日
- 西原博史（日語：西原 博史），59歲，日本憲法學者、早稻田大學教授，死於交通事故。[56]
- 普雷斯頓·香農（英语：Preston Shannon），70歲，美國藍調音樂家。[57]
- 傅汉清，77岁，中国作家，中国作家协会会员，江西省南昌市作家协会原副主席。[58]
- 占美·岩菲路（英語：Jimmy Armfield），82歲，英格蘭足球員，死於癌症。[59]
- 修提·卡斯特羅（英语：Shorty Castro），82歲，波多黎各喜劇演員、歌曲作者和藝人，死於癌症。[60]
- 娥蘇拉·勒瑰恩（英語：Ursula Le Guin），88歲，美國女性小說家，知名作品《地海》（Earthsea）系列。[61]
- 侯慧存，91岁，中国生理学家，原中山医学院教授，侯宝璋之女。[62]
- 李宣化，96岁，中国人民解放军兰州军区原政治委员，中将[63]。

### 21日
- 康妮·索耶（英语：Connie Sawyer），105歲，美國演員，好萊塢最年長的演員之一。[64]
- 西部邁（日语：西部邁），78歲，日本保守派評論家，曾任東京大學教授。在多摩川河跳河自殺。[65]
- 姚明，70岁，中国作曲家，癌症。[66]
- 田汰遂（韓語：전태수），34歲，韓國男演員。知名女演員河智苑胞弟。憂鬱症。[67]
- 哈根·達斯（英语：Khagen Das），80歲，印度政治人物，前印度人民院議員，死於心臟驟停。[68]
- 菲利普·戈德特（英语：Philippe Gondet），75歲，法國足球員（南特、红星、法國國家隊）。[69]
- 孫明賢，81歲，台灣前中華民國行政院農業委員會主任委員。中國海峽兩岸農業協會名譽理事長。[70]

### 20日
- 关恒广，78岁，中国外交官。[71]
- 保羅·博庫斯（法語：Paul Bocuse），91歲，法國著名廚師。[72]
- 安東尼斯·詹·格拉塞馬克（英语：Antonius Jan Glazemaker），91歲，荷蘭舊天主教會主教。[73]
- 哈利·塞爾比（英语：Harry Selby (hunter)），92歲，南非獵人。[74]
- 娜歐蜜·帕克·弗雷利（英語：Naomi Parker Fraley），96歲，美國飛機組裝女工，宣傳海報《我們能做到！》的靈感來源[75]。

### 19日
- 白德安（葡萄牙語：António Francisco Margues Baptista），65歲，澳葡時期澳門最後一任司法警察司司長。
- 芒納·巴伊（英语：Munnu Bhai），84歲，巴基斯坦記者。[76]
- 埃德·拉法格（英语：Ed LaForge），82歲，美國政治人物，前密歇根州众议院議員，死於心臟病。[77]
- 艾莉森·希阿墨（英语：Allison Shearmur），54歲，美國女性電影監製。曾經參與製作《飢餓遊戲》系列等多部荷李活電影。死於肺癌。[78]
- 多羅茜·馬龍（英語：Dorothy Malone），92歲，美國女演員。[79]

### 18日
- 王愈榮，86歲，台灣天主教主教、天主教台中教區榮休主教。[80]
- 丁广泉，74岁，中国相声表演艺术家，死於肺癌。[81]
- 呂克·拜爾·德萊克（英语：Luc Beyer de Ryke），84歲，比利時政治人物，前歐洲議會議員，死於主動脈破裂。[82]
- 克拉拉·馬蘭戈尼（義大利語：Clara Marangoni），102歲，意大利體操運動員，奧運銀牌得主（1928年（英语：Gymnastics at the 1928 Summer Olympics – Women's team））。[83]
- 彼得·梅爾（英語：Peter Mayle），78歲，英國作家，代表作《山居歲月》（A Year in Provence）。[84]
- 斯坦斯菲爾德·特納（英语：Stansfield Turner），94歲，美國海軍上將，曾任中央情報局局長。[85]

### 17日
- 約翰·M·安德里斯特（英语：John M. Andrist），86歲，美國記者與政治人物，前北达科他州参议院議員，死於中風併發症。[86]
- 約阿希姆·格尼爾卡（英语：Joachim Gnilka），89歲，德國羅馬天主教神學家。[87]
- 西門·謝爾頓（英語：Simon Shelton），52歲，英國演員，曾扮演《天線寶寶》的「丁丁」，冻死街头。[88][89]

### 16日
- 喬治·班迪（英语：George Bandy），72歲，美國政治人物，前亚拉巴马州众议院議員，死於肺和循環系統疾病。[90]
- 奧利佛·伊萬諾維奇（英语：Oliver Ivanovic），64歲，科索沃塞族溫和派領袖，槍殺而死。[91]
- 小蒂莫西·J·奧康納（英语：Timothy J. O'Connor Jr.），81歲，美國政治人物，前佛蒙特州眾議院（英语：Vermont House of Representatives）議員及議長（英语：List of Speakers of the Vermont House of Representatives）。[92]
- 徐家福，93岁，中国计算机科学家，南京大学教授。[93]
- 乔·乔·怀特（英語：Jo Jo White），71岁，美国职业篮球运动员。[94]
- 陳大偉，55歲，中華民國法務部法制司副司長，死於車禍。[95]
- 李昇薰（朝鲜语：이승훈 (시인)），95歲，韓國詩人。[96]
- 犬飼兵衛（日語：犬飼 兵衛），73歲，日本記者，曾在1987年5月3日於任職的朝日新聞阪神支局遭歹徒闖入開槍受重傷。[97]
- 冒朝华，38岁，中国游戏行业从业者，掌驰科技总经理。[98]

### 15日
- 彼得·溫賈德（英語：Peter Wyngarde），90歲，英國演員。[99]
- 羅薩莉婭·寧丁瓦（英语：Rosalia Nghidinwa），65歲，納米比亞政治人物，前移民和內政部部長及兩性平等和兒童福利部部長。[100]
- 尼科爾女男爵奧麗芙·尼科爾（英语：Olive Nicol, Baroness Nicol），94歲，英國政治人物和終身貴族，前英國上議院議員。[101]
- 奧斯卡·培瑞斯（英语：Óscar Pérez (policeman)），36歲，前委內瑞拉警員、持不同政見者，被槍殺。[102]
- 多洛丝·奥瑞沃丹（英語：Dolores O'Riordan），46岁，爱尔兰音乐家、唱作人，小红莓乐队主唱。[103]
- 占·托維（英語：Jim Tovey），68岁，加拿大安大略省密西沙加市第一區市議員。[104]
- 楠德·基肖尔·特里卡（英语：Nand Kishore Trikha），82岁，印度资深记者、记者联盟前主席，病逝。[105]
- 于海深，87岁，中国政治人物，原吉林省政府经济技术社会发展研究中心技术经济研究室主任。[106]

### 14日
- 保羅·勒斯蒂格·丹凱爾（英语：Paul Lustig Dunkel），74歲，美國長笛演奏家和指揮。[107]
- 齊里爾·雷吉斯（英语：Cyrille Regis），59歲，英國足球員（西布罗姆维奇、考文垂、阿士東維拉），死於心跳驟停。[108]
- 休·威爾森（英语：Hugh Wilson (director)），74歲，美國導演，病逝。[109]
- 夏木陽介（日語：夏木 陽介），81歳，日本電影演員。
- 刘显武，48岁，中国企业家。深圳市朗科智能电气股份有限公司董事長。[110]
- 洪純隆，75歲，台灣神經外科醫師，曾任高雄醫學大學附設中和紀念醫院院長，大腸癌。[111]
- 刘育民，89岁，中国学者，南京大学环境学院教授。[112]

### 13日
- 珍·波特（英语：Jean Porter），95歲，美國演員，自然死亡。[113]
- 穆罕默德·哈扎斯（英语：Mohammed Hazzaz），72歲，摩洛哥足球員（馬格里布（英语：MAS Fez））。[114]
- 全基尚（朝鲜语：전기상），59岁，韩國导演。死於车祸。[115]
- 埃利亞胡·威諾格拉德（英语：Eliyahu Winograd），91歲，以色列法官。[116]
- 道格·哈維（英语：Doug Harvey_(umpire)），87歲，美國前MLB職業裁判，於2010年入選棒球名人堂。[117]
- 杨战伟，中国学者，湖南师范大学数学与统计学院副教授。[118]

### 12日
- 王学泰，75岁，中国历史学家。[119]
- 高正文，70岁，中国作家，中国作家协会会员，安徽省宿州市埇桥区文化广电旅游局退休干部。[120]
- 基思·傑克遜（英语：Keith Jackson），89歲，美國體育節目廣播員（ESPN on ABC、《體育大世界（英语：Wide World of Sports (U.S. TV series)）》）。[121]
- 让-路易·科斯居尔（法語：Jean-Louis Koszul），97歲，法國數學家。[122]
- 約翰·V·滕尼（英语：John V. Tunney），83歲，美國政治人物，前美国参议院議員及眾議院加利福尼亞州第三十八國會選區代表議員，死於攝護腺癌。[123]

### 11日
- 小道格·巴納德（英语：Doug Barnard Jr.），95歲，美國政治人物，前美國眾議院喬治亞州第十國會選區（英语：Georgia's 10th congressional district）代表議員。[124]
- 塔基斯·路卡尼迪斯（英语：Takis Loukanidis），80歲，希臘足球運動員（度沙德拉馬、帕纳辛奈科斯、希臘國家隊），死於心肌梗塞。[125]
- 幡谷祐一，94岁，日本企业家，病逝。[126]
- 马立田，83岁，中国学者，中国矿业大学原机电工程学院副教授。[127]

### 10日
- 艾迪·克拉克（英语：Eddie Clarke），67歲，英國吉他手，死於肺炎。[128]
- 湯姆·盧肯（英语：Tom Luken），91歲，美國政治人物，前美國眾議院俄亥俄州第一及第二國會選區（英语：Ohio's 2nd congressional district）代表議員、辛辛那提市長（英语：List of mayors of Cincinnati）。[129]
- 菲利普·馬爾尚（英语：Philippe Marchand），78歲，法國政治人物，前國民議會議員與内政部部長。[130]
- 多琳·特拉西（英语：Doreen Tracey），74歲，英裔美國演員，死於癌症。[131]
- 陆锦花，91岁，中國演员。[132]
- 刘绪源，67岁，中国作家，中国作家协会会员，文汇报社副刊“笔会”原主编。[133]
- 高明，91岁，中國古文字学家、北京大學教授。[134]

### 9日
- 布蘭登·希克森（英语：Brandon Hixon），36歲，美國政治人物，前爱达荷州众议院議員，用槍自殺。[135]
- 奧德瓦爾·努爾利（挪威語：Odvar Nordli），90歲，挪威政治人物，前挪威首相，死於前列腺癌。[136]
- 馬里奧·佩爾尼奧拉（義大利語：Mario Perniola），76歲，意大利哲學家。[137]
- 泰倫斯·馬許（英语：Terence Marsh），86歲，英國美術指導，死於癌症。[138]
- 袁承業，93歲，中國有机化学家、中国科学院院士。[139]
- 管德，85岁，中国飞机气动弹性力学专家，中国工程院院士。[140]
- 黃榮清，64歲，中華民國內政部警政署航空警察局長，死於胰臟癌。[141]
- 梅振学，54岁，中国官员，黑龙江佳木斯市人大常委会副主任。[142]
- 田琳，91岁，中国作家，中国作家协会会员，长安文学月刊社编审。[143]

### 8日
- 第二代布拉肯漢姆子爵邁克爾·黑爾（英语：Michael Hare, 2nd Viscount Blakenham），79歲，英國世襲貴族，前培生集團主席和環保主義者。[144]
- 胡安·卡洛斯·加西亞（英语：Juan Carlos García (Honduran footballer)），29歲，洪都拉斯足球員（馬拉松（英语：C.D. Marathón）、奧林比亞、洪都拉斯國家隊），死於白血病。[145]
- 丹諾利·羅德（英语：Donnelly Rhodes），80歲，加拿大演員，死於癌症。[146]
- 喬治·馬克斯韋爾·理查茲（英語：George Maxwell Richards），86歲，前任千里達及托巴哥總統，死於心臟衰竭。[147]
- 彭华，62岁，中国地理学家，中山大学地理科学与规划学院教授。[148]

### 7日
- 吉姆·安德頓（英语：Jim Anderton），79歲，新西蘭政治人物，前副總理（英语：Deputy Prime Minister of New Zealand）、新西兰议会議員及進步黨（英语：Jim Anderton's Progressive Party）黨魁。[149]
- 法蘭絲·蓋兒（法語：France Gall），70歲，法國流行音樂歌手，死於癌症。[150]
- 安東尼·蘇比拉（英语：Antoni Subirà），79歲，西班牙政治人物，前加泰罗尼亚议会議員及加泰罗尼亚民主统一聯合創立人。[151]
- 薩森·雅達夫（英语：Saksham Yadav），24歲，印度舉重運動員。2017年莫斯科世界舉重錦標賽金牌得主。死於交通意外。[152]
- 洪羅拔，61歲，香港亞洲電視前藝員。死於肝癌。[153]
- 狩撫麻禮（日語：狩撫 麻礼），70歲，日本漫畫家。[154]

### 6日
- 馬喬里·霍爾特（英语：Marjorie Holt），97歲，美國政治人物，前美國眾議院馬里蘭州第四國會選區（英语：Maryland's 4th congressional district）代表議員。[155]
- 鮑伯·簡森（英语：Bob Jenson），86歲，美國政治人物，前俄勒冈州众议院議員。[156]
- 威廉·R·奧賈拉（英语：William R. Ojala），92歲，美國政治人物，前明尼苏达州众议院議員。[157]
- 葛莉塔·蒂森（英语：Greta Thyssen），90歲，丹麥演員，肺炎。[158]
- 楊采玹，63歲，台灣電視劇女演員。死於膽管癌。[159]
- 林健成，80歲，台灣知名蠟像、塑像藝術家。死於主動脈剝離。[160]
- 劉枝萬，94歲，臺灣民俗學學者，曾任中央研究院民族學研究所研究員。[161]

### 5日
- 傑瑞·范·戴克（英语：Jerry Van Dyke），86歲，美國喜劇演員。[162]
- 伊曼紐爾·巴巴拉（英语：Emanuel Barbara），68歲，馬耳他天主教主教，前天主教馬林迪教區主教。[163]
- 卡洛·佩德雷蒂（英语：Carlo Pedretti），89歲，意大利歷史學家（列奥纳多·达·芬奇）。[164]
- 約翰·楊（英語：John Young），87歲，美國太空人。[165]
- 藤岡幹大（日語：藤岡 幹大），36歲，日本吉他演奏家。[166]

### 4日
- 陳振華，77歲，前香港無線電視演員。病逝。[167]
- 星野仙一（日語：星野 仙一），70歲，日本職業棒球運動員，曾任中日龍、阪神虎、東北樂天金鷹等隊的總教練。死於胰臟癌。[168]
- 布倫丹·伯恩（英语：Brendan Byrne），93歲，美國政治人物，前新澤西州州長（英语：Governor of New Jersey），死於肺部感染。[169]
- 杰拉德·康利（英语：Gerard Conley），88歲，美國政治人物，前缅因州参议院與众议院議員、波特蘭市長（英语：List of mayors of Portland, Maine）。[170]
- 雷·湯瑪士（英语：Ray Thomas），76歲，英國搖滾樂團憂鬱藍調合唱團的長笛手與創始成員。死因未公布。[171]

### 3日
- 李正祥，98岁，湖南长沙抗战老兵，車禍後因病傷離世[172]。
- 張衛彝，50歲，香港藝人張衛健胞弟暨前經紀人。[173]
- 弗莱德·贝斯（英语：Fred Bass (businessman)），89歲，美國商人，纽约传奇二手书店斯特兰德书店老板。[174]
- 瓦萊里·查利德澤（英语：Valery Chalidze），79歲，俄羅斯裔美國出版商。[175]
- 邁克·麥卡特尼（英语：Mike McCartney (footballer)），63歲，蘇格蘭足球運動員（卡莱尔联、普利茅斯、南安普顿）。[176]
- 吉姆·蕭（Jim Shaw），60歲，加拿大蕭氏通訊公司（Shaw Communications）前任首席執行官。[177][178][179][180]
- 黃愛玲，年齡不詳，香港資深影評人。[181]

### 2日
- 迪伊·阿尤巴（英语：Dee Ayuba），31歲，英國-尼日利亞籃球運動員，死於心臟病。[182]
- 昂耶褪（英語：Aung Yell Htwe），年齡不詳，缅甸网络谐星。遇殴伤重身亡。[183]
- 托马斯·孟荪（英語：Thomas Spencer Monson），90歲，美國宗教人物，耶穌基督後期聖徒教會（摩門教會）總會會長。[184]
- 瑞克·霍爾（英语：Rick Hall），85歲，美國靈魂樂唱片製作人。[185]
- 阿曼多·蒙特羅·菲略（英语：Armando Monteiro Filho），92歲，巴西政治人物，前農業部部長（英语：Ministry of Agriculture (Brazil)）。[186]
- 林繼文，53歲，台灣政治學者，中央研究院政治所前所長、研究員。[187]
- 吳戈卿，62歲，前中華民國中國電視公司總經理及資深媒體人，死於心肌梗塞。[188]
- 耿旭，75岁，北京大学深圳研究生院环境与能源学院创院院长，教授。[189]

### 1日
- 易卜拉欣·納菲亞（英语：Ebrahim Nafae），83歲，埃及記者，死於癌症。[190]
- 曼努埃爾·奧利維西亞（英语：Manuel Olivencia），88歲，西班牙經濟學家和外交家，死於跌倒併發症。[191]
- 毛羅·斯塔喬利（英语：Mauro Staccioli）80歲，意大利雕刻家。[192]
- 王苗，28歲，中国演员，死於胃癌。[193]